# 福里德布尔市

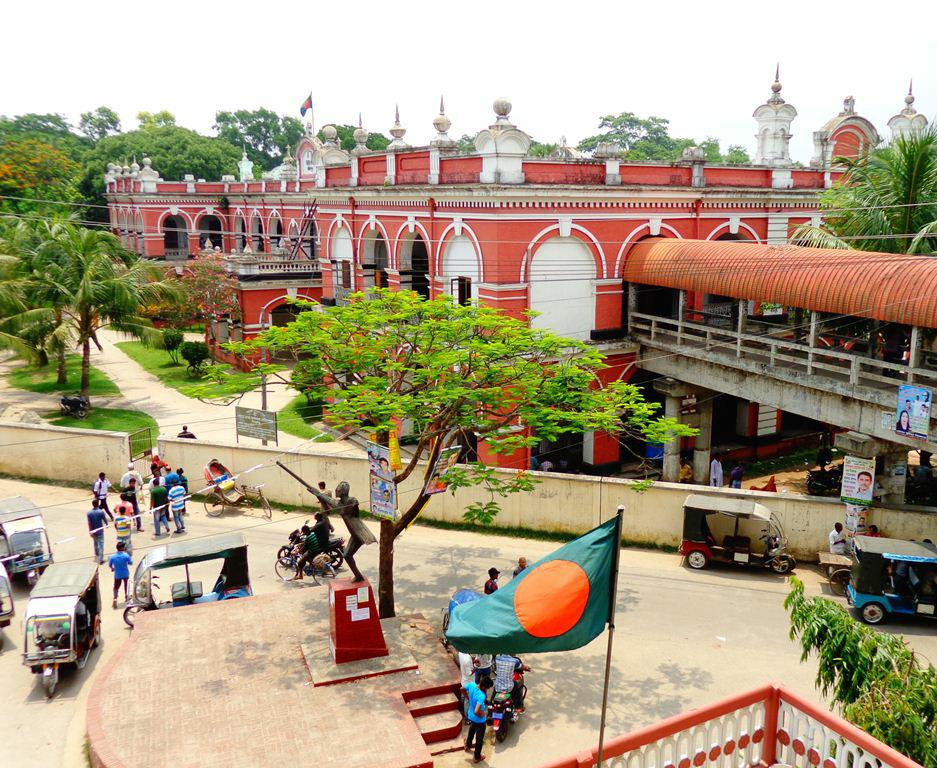
福里德布尔市法院

福里德布尔市，是孟加拉国城市，福里德布尔县和福里德布尔专区首府和最大城市。
它位于博多河（恒河）的支流马拉河的西岸。福里德布尔市是连接瓜伦多加特与印度加尔各答支线的铁路终点站，它与库什蒂亚、梅黑尔布尔、库尔纳、巴里萨尔和杰索尔之间的公路连接。这座城市于1869年建立，它有一个热电站、黄麻工厂和几所公立学院。2001年人口99,945人；据2011年人口普查统计，该市人口为121,632人。

## 看更多
- 庫什蒂亞